# تالار اشرف
تالار اشرف مربوط به دورهٔ صفوی است و در اصفهان، خیابان سپه واقع شده و این اثر در تاریخ ۱۵ دی ۱۳۱۰ با شمارهٔ ثبت ۱۰۶ به‌عنوان یکی از آثار ملی ایران به ثبت رسیده است.
تالار اشرف یکی از بناهای تاریخی اصفهان است که در دورهٔ صفوی سکونت‌گاه پادشاه، و حرم سلطنتی بود و در دوران قاجار، خانهٔ صارم‌الدوله (فرمانده نظامیان اصفهان) شد و سپس به انبار علوفه و اقامت‌گاه سربازان روسی تبدیل شد و روزگاری به ادارهٔ صحیه و سجل احوال، ادارهٔ معارف، ادارهٔ فرهنگ و هنر، ادارهٔ آموزش و پرورش، و ادارهٔ تشریفات استانداری تغییر کاربری داد. تالار اشرف که در زمان شاه عباس دوم صفوی ساخته شد و در دورهٔ شاه سلیمان کامل شد، در محدودهٔ تاریخی دولتخانهٔ صفوی و در نزدیکی رکیب‌خانه، تالار تیموری، توحیدخانه و کاخ چهلستون قرار داشت و اکنون در غرب خیابان استانداری و در محدودهٔ باغ استانداری اصفهان واقع است.
این بنا به‌طور کامل با چوب‌بست ساخته شده است و بام آن مسطح بر پایه‌های بلند ضخیم پوشیده از طلا نهاده شده است.
در اوایل جنگ جهانی اول به عنوان انبار مورد استفادهٔ واحدهای نظامی و سپس به جایگاه دستهٔ موزیک نظامی تبدیل می‌شود.
حدود ۸۰ سال قبل پس از تخریب ساختمان‌های چپ و راست تالار، ادارهٔ باستان‌شناسی با مرمت بنا از ویرانی آن جلوگیری کرد و سپس ساختمان برای استقرار ادارهٔ معارف عمومی در نظر گرفته می‌شود.
عمارتی که به نام تالار اشرف نامیده می‌شود باقی‌ماندهٔ کاخ‌های عصر صفوی است که در منطقهٔ دولت‌خانه در کنار قصرهای دیگری همچون تالار سرپوشیده، کاخ هشت‌بهشت، کاخ پشت مطبخ، رکیب‌خانه و تالار تیموری مجموعه‌ای از کاخ‌های باشکوه آن روزگار را تشکیل می‌داده است.
کلمه «اشرف» باعث شده تا برخی ساختمان این عمارت را به «اشرف افغان» نسبت دهند. اما مطالعات پژوهشگران بیانگر این نکته است که «تالار اشرف» در زمان شاه عباس دوم ساخته شده و در عصر جانشین او شاه سلیمان کامل شده است.
این اثر زرنگار از لحاظ هنر تزیین و نقاشی و مقرنس‌های زیبا و گچبری و طاق‌های متناسب ضربی جلوه و شکوهی خاص دارد.
بسیاری از خارجیانی که در روزگار صفویه و بعد از آن دوران به شهر اصفهان آمده‌اند تالار اشرف را بنایی نفیس، شکوهمند و زیبا توصیف کرده‌اند.
برخی از پژوهشگران نوشته‌اند در اوائل جنگ جهانی اول (۱۹۱۴ تا ۱۹۱۸ میلادی) تالار اشرف انبار علوفه بوده و بعد از آن یکی از واحدهای نظامی در آن مستقر شده است و در این زمان بوده است که گچبری‌ها و نقوش زیبای کاخ را در زیر اندودی از گچ پنهان کرده‌اند.
در اواخر دورهٔ قاجار، مرمت‌هایی در آن صورت گرفت و از ویرانی نجات یافت. پس از این تعمیرات بود که به ادارهٔ معارف وقت اختصاص یافت. بعد از دوران قاجار تعمیرات بیشتری در عمارت به عمل آمد و نقاشی‌هایی که از زیر گچ خارج شده بودند به وسیلهٔ استادکاران و نقاشان برجسته و هنرمند اصفهان ترمیم شدند.
متاسفانه در حال حاضر عمارت تالار اشرف بازدید عمومی ندارد و به منظور کاربری تشریفات به صورت اختصاصی در اختیار استانداری اصفهان قرار دارد.
عمارت باشکوه اشرف، دارای تالاری بزرگ در میانهٔ بنا و اتاق‌های جانبی است. تالار اصلی دارای سقف قوسی بلند (چون سقف آسمان) با تزیینات بسیار نفیس مقرنس‌کاری و قطاربندی با پوشش زرنگار و گچ‌بری‌های رنگین و لاجوردی زیباست که در هیچ‌کدام از بناهای دورهٔ صفوی همانند ندارد. در نقطهٔ اوج سقف تالار مرکزی، شمسه‌ای گردان یا گردونهٔ مهر با ۲۴ شعاع زرین، چشم را خیره می‌کند که در میانهٔ یک شمسهٔ بزرگ‌تر دوازده‌پَر و در دل مقرنس‌های زیبای پُرنقش‌ونگار می‌درخشد و منظومه‌ای از ستاره‌های منقوش بر مقرنس‌ها بر گرداگرد این کانون تابنده حلقه زده‌اند.